# Pterotaea macroceros
Pterotaea macroceros är en fjärilsart som beskrevs av Frederick H. Rindge 1970. Pterotaea macroceros ingår i släktet Pterotaea och familjen mätare. Inga underarter finns listade.